# Geuzenmonument (Nieuwkerke)
Het Geuzenmonument is een herinneringsmonument in de tot de West-Vlaamse gemeente Heuvelland behorende plaats Nieuwkerke, gelegen op de Markt.
Het monument werd opgericht in 2001 na inspanningen door het Geuzencomité, en het memoreert aan de belangrijke rol die de calvinisten in de 2e helft van de 16e eeuw in Nieuwkerke hebben gespeeld. Het is een houtsculptuur in de vorm van een zuil, waarop zich de naam Nova Eglisia (de oude naam voor Nieuwkerke) bevindt en verder een bedeltas (naar het woord gueux, dat bedelaar betekent), een afbeelding van de in 1844 gesloopte lakenhalle die zich op deze plaats bevond, en de afbeelding van een weefgetouw dat de baainijverheid memoreert. Het monument werd ontworpen door Luc Bosman.